# Il mistero del lago (film 2009)
Il mistero del lago è un film per la televisione italiano, trasmesso in prima visione il 7 gennaio 2009. Ha come protagonista Ana Caterina Morariu  con la regia di Marco Serafini.
Il film ha avuto un buon risultato in termini di share.

## Trama
Il film, ispirato al romanzo Il giro di vite di Henry James, narra di episodi misteriosi in una villa situata su un'isola in mezzo ad un lago. Teresa, un'educatrice, viene mandata nella villa per istruire Milo e Flora, due bambini rimasti orfani di padre e madre e affidati ad Elia, uomo rude. Ma al suo arrivo, un grave lutto sconvolgerà tutta la sua permanenza: il suicidio della ex educatrice dei bambini, Eleonora Petri, il cui corpo viene ritrovato qualche giorno dopo sulle rive del lago. Da quel momento in poi, Teresa avrà ogni notte strani sogni e assisterà a misteriose apparizioni. I vari avvenimenti porteranno Teresa a proteggere i due bambini e a cercare di scoprire i misteri e i segreti che circondano la villa coinvolgendo tutti i suoi ospiti.

## Ascolti
| n° | Prima TV Italia | Telespettatori | Share  |
| -- | --------------- | -------------- | ------ |
| 1  | 7 gennaio 2009  | 5 692 000      | 21,85% |